# Tuljapur
Tuljapur, est une ville et un conseil municipal du district de Dharashiv dans l'État indien du Maharashtra. Lors du recensement de l'Inde de 2011, sa population s'élève à 31 714 habitants.